# Тривиум
Три́виум, или три́вий (лат. trivium — перекрёсток трёх дорог), — общее название системы гуманитарных наук в Средние века, включавшей три дисциплины (отсюда название) о языке и его использовании: грамматику, логику и риторику. Составлял первую ступень средневекового образования, предшествовал квадривиуму.
Первое описание тривия (без употребления самого слова) как совокупности наук (disciplinae) было дано в IV веке Августином Блаженным в трактате «О порядке» («De ordine», 386 год), позже — Марцианом Капеллой в трактате «О бракосочетании Филологии и Меркурия». Термин «тривий» (в специальном значении цикла начальных учебных дисциплин) возник в эпоху Каролингского возрождения.

## Состав

### Грамматика
Грамматика служила основой всех свободных искусств. Согласно Рабану Мавру (ок.780 — 856) это «наука, которая учит нас понимать поэтов и историков, и искусство, благодаря которому мы правильно говорим и пишем». Наряду с собственно грамматикой изучались словообразование, литература и даже стихосложение.

### Риторика
Как пишет Рабан Мавр, риторика это «искусство эффективно использовать светскую беседу в повседневной жизни». В риторику входило искусство выражать свои мысли не только вслух, но и письменно, а также основы юриспруденции и правила составления официальных документов.

### Логика
Логика (диалектика), согласно Мавру, это наука понимания, и, следовательно, наука наук. Кроме всего прочего, включала в себя искусство ведения дискуссии. Изучалась по трудам Аристотеля и Порфирия в переводах Боэция.
Тривиуму обязано своим происхождением слово «тривиальный», ныне применяемое в значении «простой, обыденный, банальный», поскольку тривиум был проще (то есть тривиальнее) последующего курса квадривиума (который в такой аналогии можно было бы назвать нетривиальным).